# Alfredo Pucci
Alfredo Pucci (Nocera Inferiore, 1902 – ?, 1950) was een Italiaans componist, dirigent, cornettist, flügelhornist en muziekuitgever. Hij was de jongere broer van de componist en dirigent Salvatore Pucci.

## Levensloop
Pucci kreeg in jonge jaren muziekles voor cornet en flügelhorn en speelde in de plaatselijke banda mee. Later was hij cornettist en bugelist in verschillende banda's in het zuiden van Italië. Als componist was hij autodidact en schreef verschillende werken voor harmonieorkest. Samen met zijn oudere broer Salvatore Pucci had hij een muziekuitgeverij in Napels.

## Composities

### Werken voor harmonieorkest
- Atilla, marcia sinfonica
- Casanova, marcia sinfonica
- Bella Napoli, mars
- Elva, marcia sinfonica
- Occhi Azzuri, marcia sinfonica
- Tristezza, treurmars
- Ulisse, mars
- Valle del Sele, marcia sinfonica